# Athénée Léonie de Waha
 (décembre 2019).
Pour les articles homonymes, voir Waha (homonymie).
L'Athénée Léonie de Waha (anciennement lycée) est une école secondaire située dans le centre de la ville de Liège, sur le boulevard d'Avroy. Organisé par la Ville de Liège, l'établissement fait partie de l'Enseignement communal liégeois et du réseau public Enseignement officiel.
Le bâtiment, construit entre 1936 et 1938 par l'architecte Jean Moutschen, est classé au Patrimoine exceptionnel de Wallonie depuis mai 1999 et accueille des œuvres d'artistes. En 2020, l'établissement compte 955 élèves.

## Histoire
En 1868, à la suite de la suggestion du bourgmestre de Liège Jules d'Andrimont, Léonie de Waha achète un immeuble et y crée l'Institut supérieur de demoiselles, qui sera par la suite féré par la Ville de Liège en 1878, et qui deviendra le Lycée de Waha. Il s'agit du premier institut d'enseignement supérieur pour filles à Liège.
Placé sous la direction de Pauline Braquaval-l'Olivier, ancienne inspectrice des écoles primaires du Hainaut, «l'Institut supérieur de demoiselles», nommé aussi "Institut de Braquaval", est donc destiné à favoriser l'accès des filles aux études, primaires, moyennes et supérieures. L'institut se caractérise par son pluralisme philosophique et cultuel. Ce qui sera contesté par l'évêque de Liège qui refuse la représentation d'autres cultes dans un même et unique établissement, avec pour sentences l'excommunication de ceux qui le fréquentent. Le successeur de l'évêque lèvera la sentence.
En 1874, l'établissement emménage au boulevard de la Sauvenière.
En 1887, l'institut est cédé à la ville qui prend en charge son fonctionnement et l'inscription est alors gratuite.
Georges Truffaut, échevin des travaux de la ville de Liège, contribuera à partir de 1936 aux travaux du lycée de Waha, soutenu par l’État et l’Office du redressement économique entre autres. Pour ce faire, il fait appel à l'architecte Jean Moutschen et son frère Joseph Moutschen, aussi spécialisés en acoustique, expertise qui profitera à la salle des fêtes de du Lycée.
À cette époque, le lycée est aussi appelé « Bracaval »,.
Le bâtiment abrite pendant la Seconde Guerre mondiale les bureaux liégeois de la Gestapo.
Le 29 mai 2018, l'interpellation d'un homme au carrefour de la rue des Augustins et du boulevard d'Avroy se solde par une fusillade faisant 3 morts, dont 2 policiers. Le tireur se réfugie alors dans  l'Athénée Léonie de Waha, et prend en otage une femme de ménage de l'établissement. Le bâtiment est évacué et le preneur d'otage abattu,.
Le lycée Léonie de Waha a été classé au patrimoine exceptionnel de Wallonie le 17 mai 1999.

## Architecture
L'architecture allie fonctionnalité et esthétisme. Les dernières techniques de construction, de ventilation, de chauffage et d’isolation sont sollicitées par l'architecte.

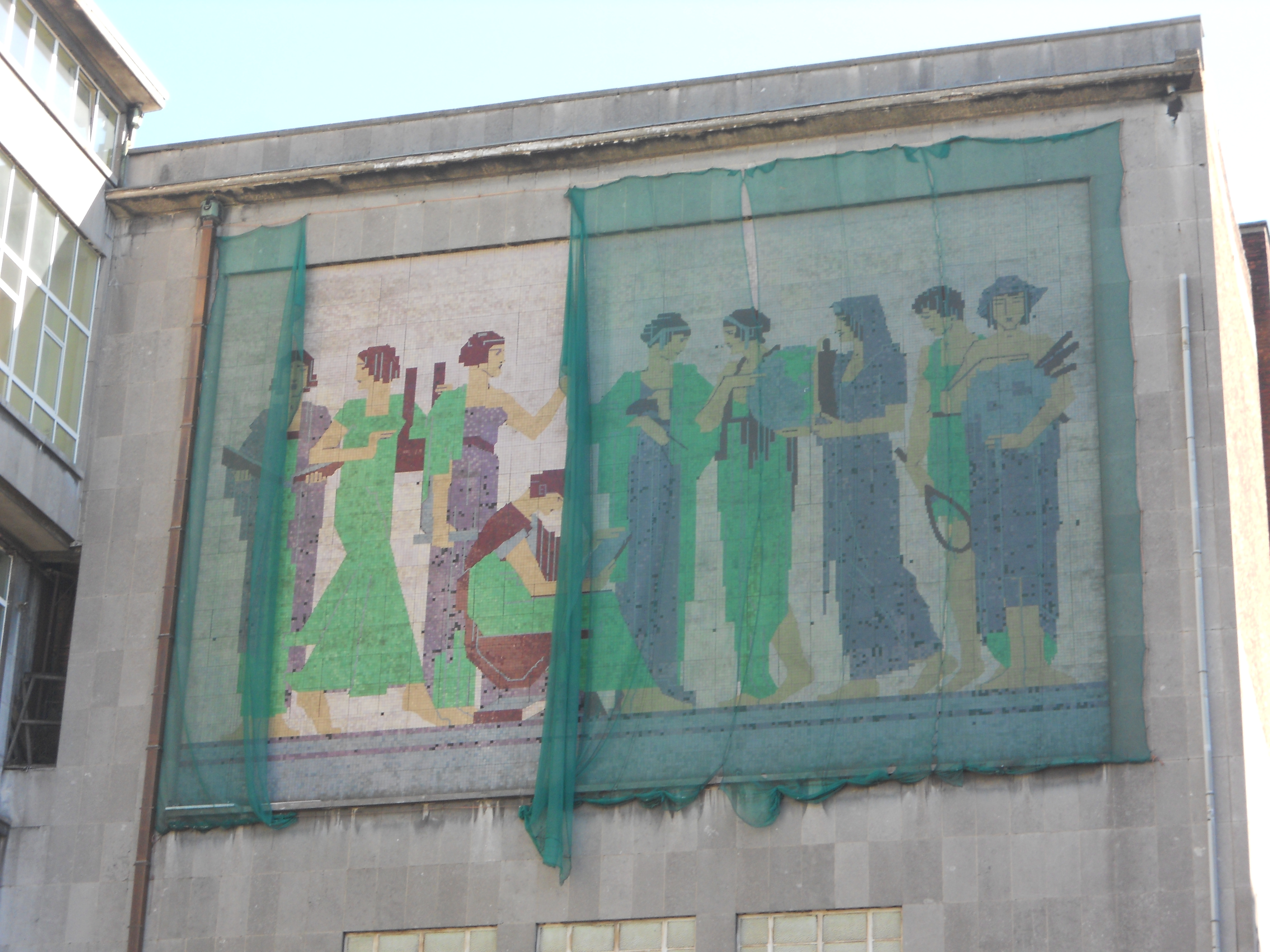
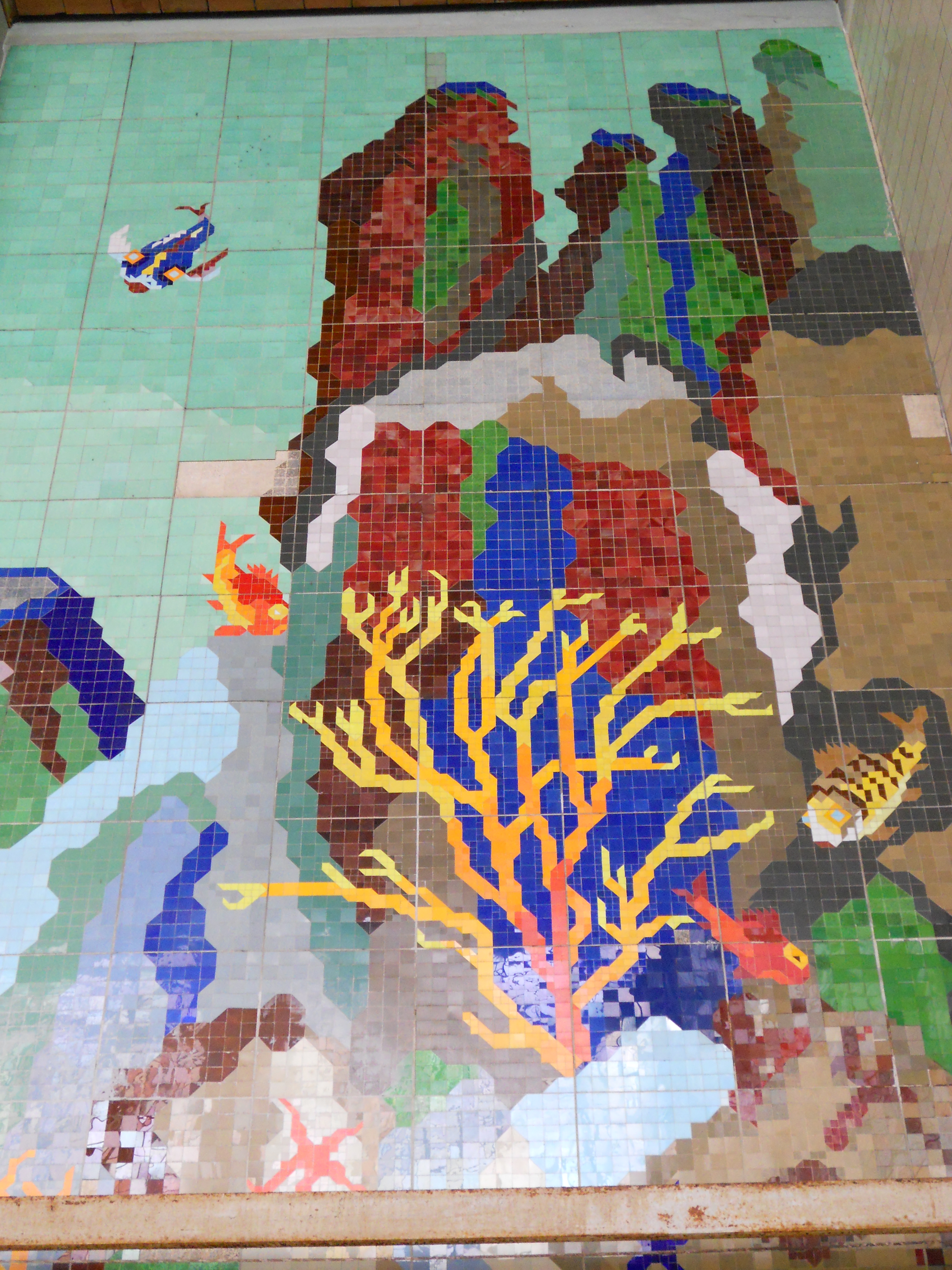
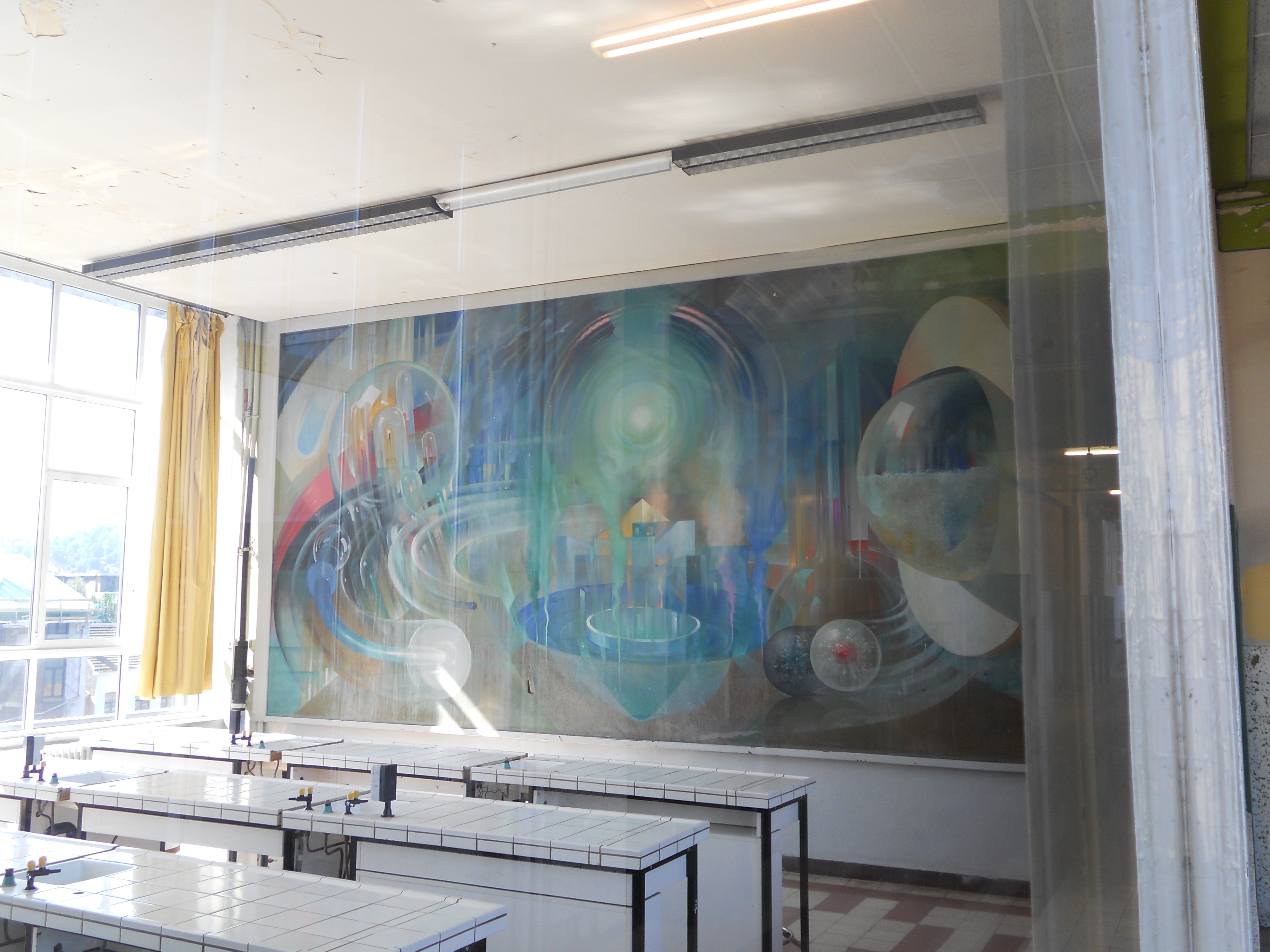
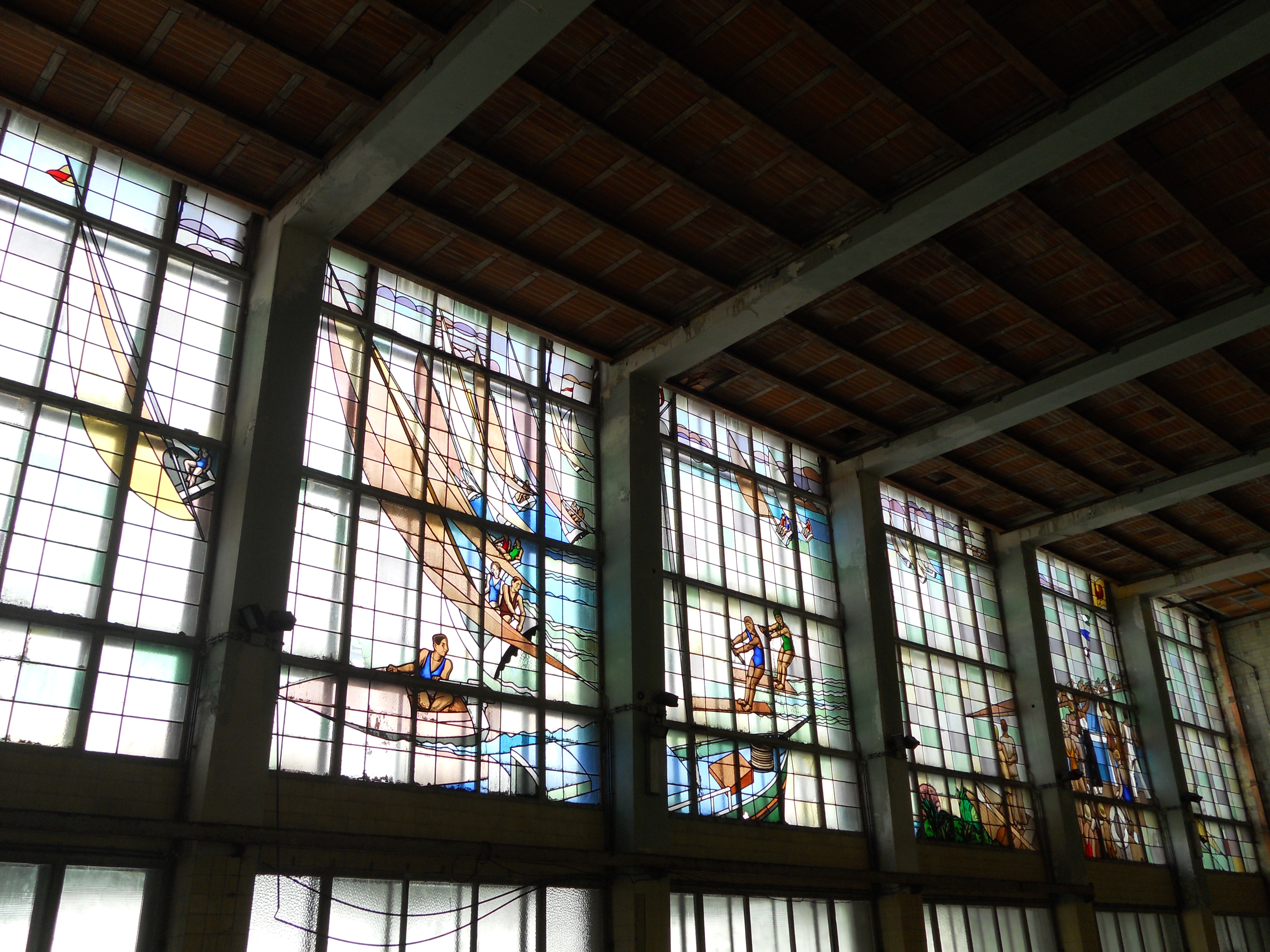

### Intérieur et agencements
La salle de fêtes de l'établissement est la plus grande de la ville.

### Les œuvres
Le bâtiment accueille des œuvres d'artistes liégeois contemporains. La piscine, fermée en 2002 pour plusieurs années, est ornée de mosaïques d'Adrien Dupagne. Le bâtiment abrite également des vitraux de Marcel Caron. On trouve aussi des peintures de Fernand Steven, une fresque d'Edgar Scauflaire qui fût utilisée lors d'une représentation théâtrale d'étudiants en 1940, des fresques d'Auguste Mambour et de Robert Crommelynck, des œuvres de Auguste Donnay que l'on trouve dans la salle des spectacles, une décoration d'Edmond Delsa dans la salle d'étude et une mosaïque d'Oscar Berchmans,.

#### Au centre:L'étude
Réalisée par Adelin Salle en 1937. On y observe quatre jeunes filles tournées vers un professeur assis, possédant un livre sur sa jambe droite.

#### À gauche:L'insouciance de la jeunessede Louis Dupont

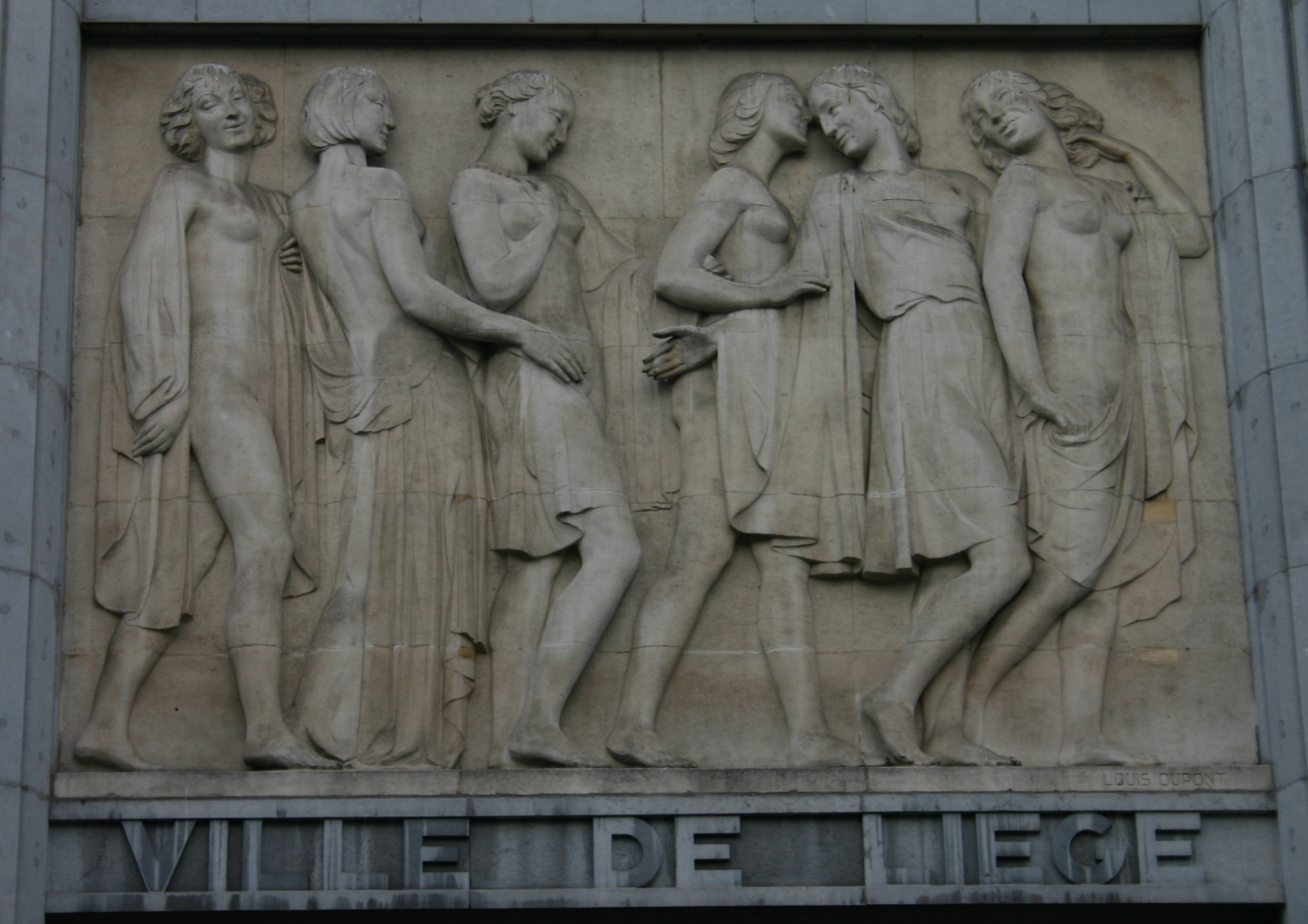
L'Insouciance de la jeunesse de Louis Dupont

Réalisé par Louis Dupont en 1937. On y voit six jeunes lycéennes qui viennent s'abreuver aux sources du savoir. Celles-ci sont habillées d'un style antique et discutent en faisant des gestes gracieux.

#### À droite:L'insouciance de la jeunessede Robert Massart
Robert Massart reste dans le même thème en représentant de jeunes filles plus fortes avec des formes marquées.

## Pédagogie et projet d'éducation
L'Athénée Léonie Waha est depuis 1998, une école secondaire à pédagogie active inspirée de Célestin Freinet, seule école secondaire du maillage Freinet de la ville de Liège constitué de 9 écoles primaires, une haute-école et un institut de formation continuée ,.
L'Athénée Léonie Waha organise aussi des "journées ateliers" et dispose d'une web TV au nom de WAHA TV.